# Timon från Fleios
Timon från Fleios, även kallad Sillografen, född omkring 320 f.Kr., död 230 f.Kr., var en filosof som tillhörde de så kallade skeptikerna. Han var aktiv från omkring 279 f.Kr. och framåt.